# Silke Bodenbender
Silke Bodenbender (n. 31 ianuarie 1974, Bonn, RFG) este o actriță germană.

## Filmografie
- 1999: Long Devision (film scurt)
- 1999: Julias Spaziergang (film scurt)
- 1999: Gott ist der Schwimmtrainer
- 2001: Der Ermittler
- 2002: Verdammt verliebt
- 2003: girl friends – Freundschaft mit Herz
- 2004: Einmal Bulle, immer Bulle
- 2004: Folgeschäden
- 2004: Papa und Mama (Zweiteiler)
- 2005: Silberhochzeit
- 2005: Engel wie wir
- 2005: Der Tote am Strand
- 2005: Durch Himmel und Hölle (Zweiteiler)
- 2006: Mein alter Freund Fritz
- 2006: Eine folgenschwere Affäre
- 2006: Das Inferno – Flammen über Berlin
- 2006: Erlkönig
- 2007: Mitte 30
- 2007: Die Schatzinsel (Zweiteiler)
- 2007: Das jüngste Gericht (Zweiteiler)
- 2007: Auftrag Schutzengel
- 2008: Die blaue Stunde
- 2008: Alles wieder gut
- 2008: Wiedersehen mit einem Fremden
- 2008: Über den Tod hinaus
- 2009: Eine Frage des Vertrauens
- 2009: Bis nichts mehr bleibt
- 2012: Es ist alles in Ordnung